# Laurine og Nørrebro
|  | Denne artikel er oprettet af botten PalnaBot ud fra en ekstern database. Den kan derfor have sproglige fejl eller mangler. Denne skabelon kan fjernes efter kontrol af indholdet. |

Laurine og Nørrebro er en film instrueret af Lise Roos.

## Handling
Filmen beskriver udviklingen i et bestemt bykvarter i København: DEN SORTE FIRKANT på Nørrebro. Hvad skete der, da voldene faldt, og man overbyggede kvarterene udenfor? I et år fulgte filmholdet nutidens behandling af et helt kvarter med nedrivning, sanering og den genopbygning, der på Rådhuset kaldes HELHEDSPLANEN, gennem Laurine, Danmarks ældste BZ'er.